# Microserica spilota
Microserica spilota är en skalbaggsart som beskrevs av Moser 1920. Microserica spilota ingår i släktet Microserica och familjen Melolonthidae. Inga underarter finns listade i Catalogue of Life.